# Miolans
Miolans war eine französische Automarke.

## Unternehmensgeschichte
Das Unternehmen Valade et Guillemand wurde 1910 in Neuilly-sur-Seine zur Automobilproduktion gegründet. Die erste Präsentation von Fahrzeugen fand auf dem Pariser Automobilsalon statt. Der Markenname lautete Miolans. Im gleichen Jahr endete die Produktion bereits wieder.

## Fahrzeuge
Angeboten wurde ein Kleinwagen. Als Besonderheit war das Getriebe an der Hinterachse montiert.